# Scata
Scata est une commune française située dans la circonscription départementale de la Haute-Corse et le territoire de la collectivité de Corse. Le village appartient à la piève d'Ampugnani, en Castagniccia.

## Géographie

### Localisation
Scata est une commune située dans l'ancienne pieve d'Ampugnani, en Castagniccia.
La grande ville la plus proche de Scata est Bastia située à 31 kilomètres.

### Géologie et relief
Scata est une commune de moyenne montagne, sans façade littorale, adhérente au Parc naturel régional de Corse. Elle se situe dans la Corse schisteuse au nord-est de l'île, dominant la rive droite du Fium'Alto qui draine la vallée depuis le flanc oriental du Monte San Petrone (1 767 m).
Montagnes proches :
- Mont Croce Riolo,
- Mont Sant’Angelo[3],

Gîtes minéraux :  Cuivre au lieu-dit San-Gavinu.

### Sismicité
Commune située dans une zone de sismicité très faible.

### Hydrographie et les eaux souterraines
Cours d'eau traversant la commune :
- Fium'Alto[7].
- De nombreux ruisseaux[8].

### Climat
Climat classé Csb dans la classification de Köppen et Geiger.

### Voies de communications et transports

#### Voies routières
- Route départementale D 506 depuis Bastia[9],[10].

#### Transports en commun
- Gare de Ponte-Leccia, sur la commune de Morosaglia.
- Transports en commun à Bastia.

Transports aériens et maritimes :
- Depuis Ponte-Leccia, l'aéroport le plus proche est l'aéroport de Bastia Poretta distant de 32 km ; le port de commerce le plus proche celui de Bastia à 48 km.

## Urbanisme

### Typologie
Au 1er janvier 2024, Scata est catégorisée commune rurale à habitat très dispersé, selon la nouvelle grille communale de densité à sept niveaux définie par l'Insee en 2022.
Elle est située hors unité urbaine. Par ailleurs la commune fait partie de l'aire d'attraction de Bastia, dont elle est une commune de la couronne,. Cette aire, qui regroupe 93 communes, est catégorisée dans les aires de 50 000 à moins de 200 000 habitants,.

### Occupation des sols
L'occupation des sols de la commune, telle qu'elle ressort de la base de données européenne d’occupation biophysique des sols Corine Land Cover (CLC), est marquée par l'importance des forêts et milieux semi-naturels (99,5 % en 2018), une proportion identique à celle de 1990 (99,5 %). La répartition détaillée en 2018 est la suivante : 
forêts (97,6 %), milieux à végétation arbustive et/ou herbacée (1,9 %), zones agricoles hétérogènes (0,5 %). L'évolution de l’occupation des sols de la commune et de ses infrastructures peut être observée sur les différentes représentations cartographiques du territoire : la carte de Cassini (XVIIIe siècle), la carte d'état-major (1820-1866) et les cartes ou photos aériennes de l'IGN pour la période actuelle (1950 à aujourd'hui).

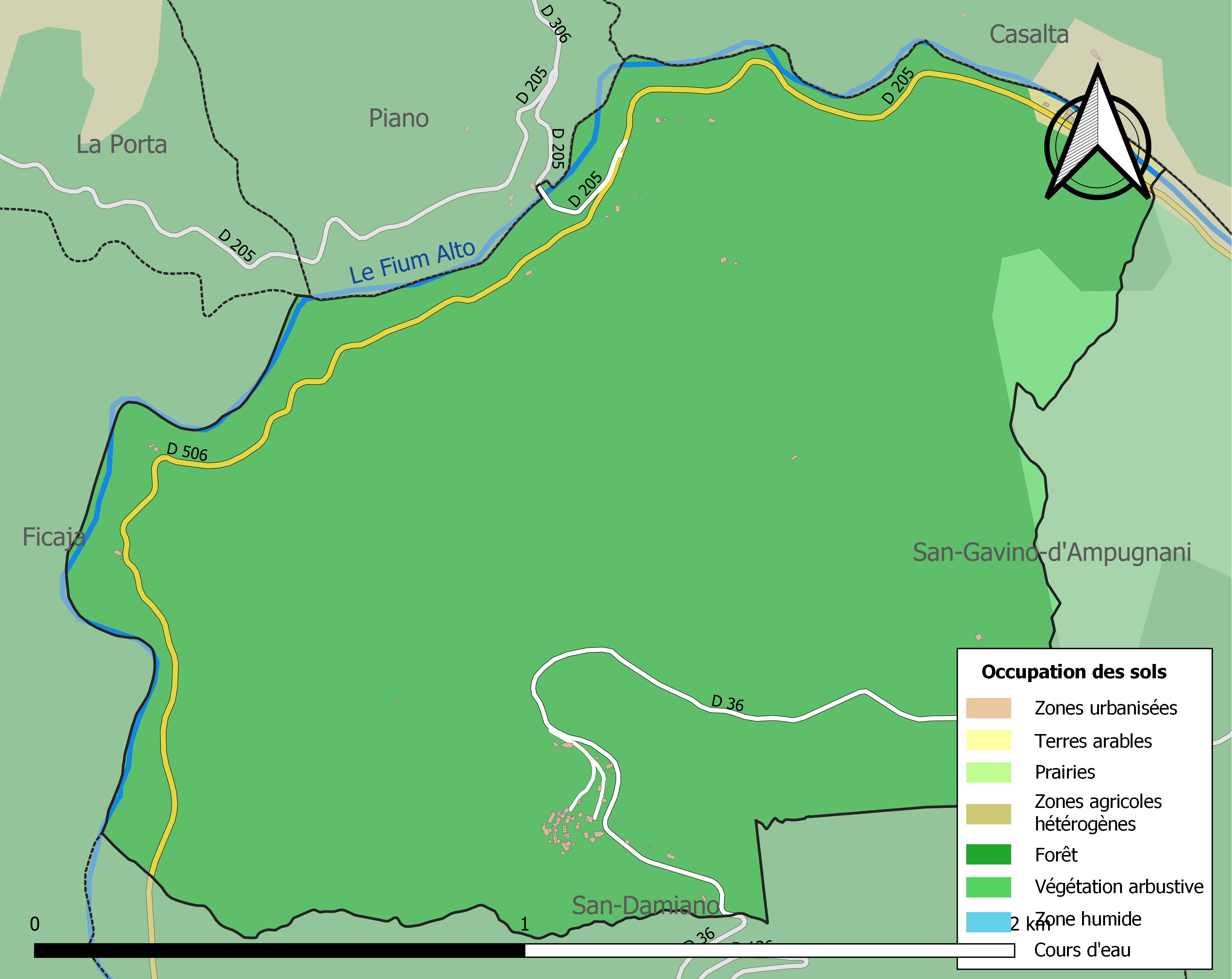
Carte des infrastructures et de l'occupation des sols de la commune en 2018 (CLC).

## Toponymie
Le nom corse de la commune est Scata /ˈskada/. Ses habitants sont les Scatinchi.
Fabrica vecchia, site d'implantation au XIXe siècle d'une usine de tanin.

## Histoire
Le village de Scata est un petit village de la Castagniccia, prétendument fondé par la confrérie Sainte Cécile.
La commune a été le siège d'une usine de tanin créée en 1873, sur la rive du Fium’Alto, au lieu-dit portant aujourd'hui le toponyme de Fabrica Vecchia.

## Politique et administration
| Période                                  | Période  | Identité        | Étiquette | Qualité |
| ---------------------------------------- | -------- | --------------- | --------- | ------- |
| mars 2014                                | En cours | Joseph Pastini  |           | Cadre   |
| avant 1995                               | 2014     | Mathieu Secondi |           |         |
| Les données manquantes sont à compléter. |          |                 |           |         |

### Intercommunalité
Commune membre de la Communauté de communes de la Castagniccia-Casinca et de l'aire urbaine de Bastia : ensemble de 54 communes dont Scata.

### Budget et fiscalité 2020
En 2020, le budget de la commune était constitué ainsi :
- total des produits de fonctionnement : 73 000 €, soit 1 440 € par habitant ;
- total des charges de fonctionnement : 59 000 €, soit 1 163 € par habitant ;
- total des ressources d'investissement : 53 000 €, soit 1 046 € par habitant ;
- total des emplois d'investissement : 18 000 €, soit 348 € par habitant ;
- endettement : 0 €, soit 0 € par habitant.

Avec les taux de fiscalité suivants :
- taxe d'habitation : 19,97 % ;
- taxe foncière sur les propriétés bâties : 10,86 % ;
- taxe foncière sur les propriétés non bâties : 83,45 % ;
- taxe additionnelle à la taxe foncière sur les propriétés non bâties : 37,15 % ;
- cotisation foncière des entreprises : 10,13 %.

Dossier complet de la commune de Scata (2B273).

## Économie

### Entreprises et commerces

#### Agriculture
- Surface d'espaces stratégiques agricoles : 2 hectares[20].
- Lycée agricole Aghja Rossa à Borgo[21].

#### Tourisme
- Restaurants à Folelli, Penta-di-Casinca, San-Nicolao.
- Gîtes.
- Hôtel à La Porta.
- Castellare Di Casinca.

#### Commerces
- Coutelier forgeron[22].
- Fabrication industrielle des résines décolle depuis les années 1850[23] : la production d’acide gallique (obtenue par décomposition du tan des châtaigniers). Une ancienne usine d’acide gallique, transformée actuellement en habitations privées, témoigne des activités passées[24].

## Population et société

### Démographie

#### Évolution démographique
L'évolution du nombre d'habitants est connue à travers les recensements de la population effectués dans la commune depuis 1800. Pour les communes de moins de 10 000 habitants, une enquête de recensement portant sur toute la population est réalisée tous les cinq ans, les populations de référence des années intermédiaires étant quant à elles estimées par interpolation ou extrapolation. Pour la commune, le premier recensement exhaustif entrant dans le cadre du nouveau dispositif a été réalisé en 2007.

En 2022, la commune comptait 42 habitants, en évolution de −10,64 % par rapport à 2016 (Haute-Corse : +5,15 %, France hors Mayotte : +2,11 %).
| 1800 | 1806 | 1821 | 1831 | 1836 | 1841 | 1846 | 1851 | 1856 |
| ---- | ---- | ---- | ---- | ---- | ---- | ---- | ---- | ---- |
| 141  | 211  | 320  | 191  | 193  | 192  | 201  | 191  | 188  |

| 1861 | 1866 | 1872 | 1876 | 1881 | 1886 | 1891 | 1896 | 1901 |
| ---- | ---- | ---- | ---- | ---- | ---- | ---- | ---- | ---- |
| 172  | 151  | 161  | 163  | 158  | 150  | 164  | 161  | 151  |

| 1906 | 1911 | 1921 | 1926 | 1931 | 1936 | 1946 | 1954 | 1962 |
| ---- | ---- | ---- | ---- | ---- | ---- | ---- | ---- | ---- |
| 179  | 170  | 124  | 130  | 106  | 94   | 140  | 109  | 129  |

| 1968 | 1975 | 1982 | 1990 | 1999 | 2006 | 2007 | 2012 | 2017 |
| ---- | ---- | ---- | ---- | ---- | ---- | ---- | ---- | ---- |
| 116  | 59   | 45   | 32   | 44   | 44   | 44   | 49   | 46   |

| 2022 | - | - | - | - | - | - | - | - |
| ---- | - | - | - | - | - | - | - | - |
| 42   | - | - | - | - | - | - | - | - |

### Enseignement
Établissements d'enseignements :
- École maternelle à La Porta,
- École primaire à Pruno,
- Collège à Penta-di-Casinca,
- Lycée à Borgo.

### Santé
Professionnels et établissements de santé :
- Centre hospitalier à Bastia[30],
- Médecins et pharmacies à Bastia[31].

### Cultes
- Culte catholique, Unité paroissiale de l'Ampugnani[32], Diocèse d'Ajaccio.

## Lieux et monuments

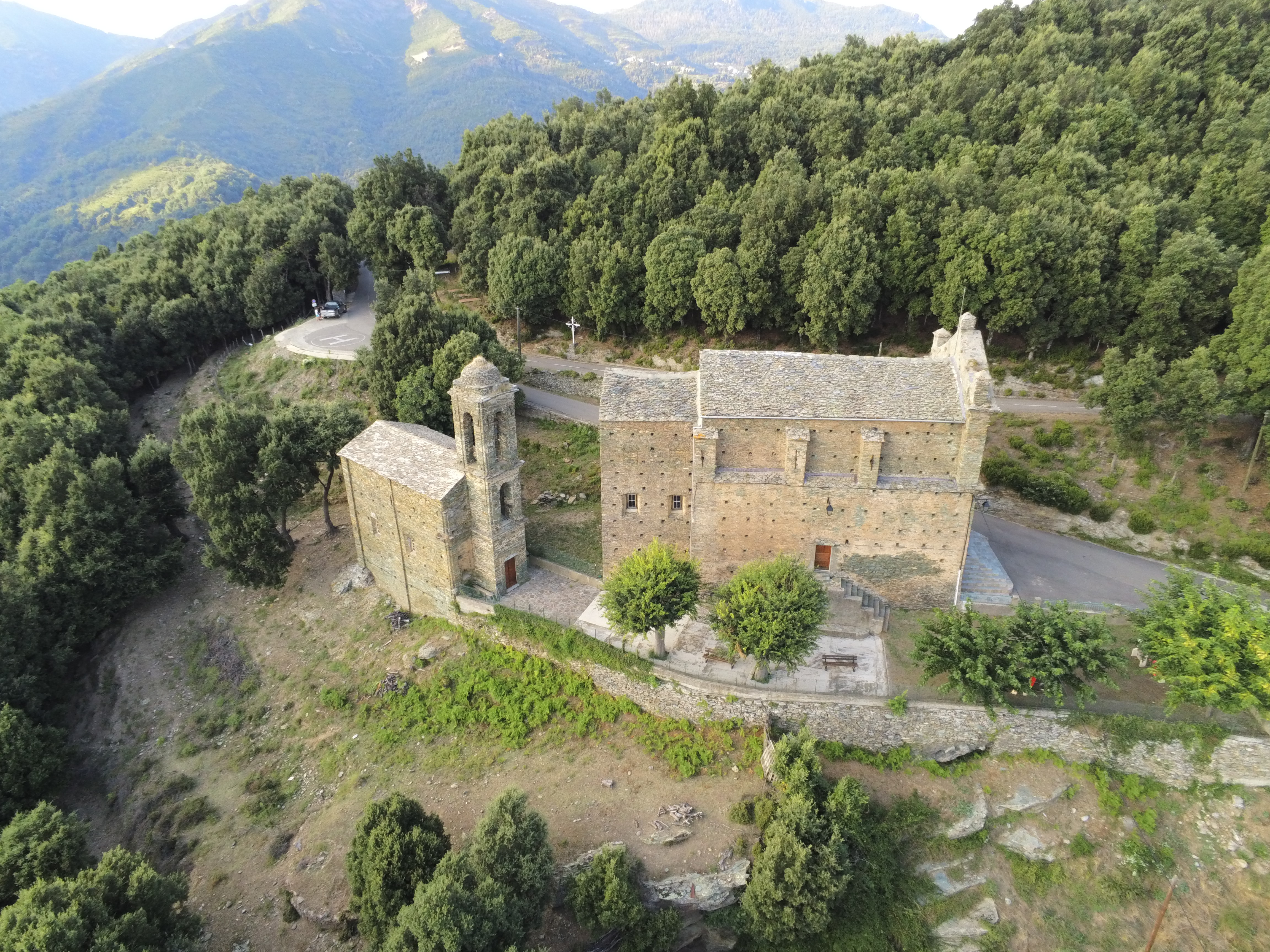
Église de Scata et chapelle confrérie pénitents St Croix.
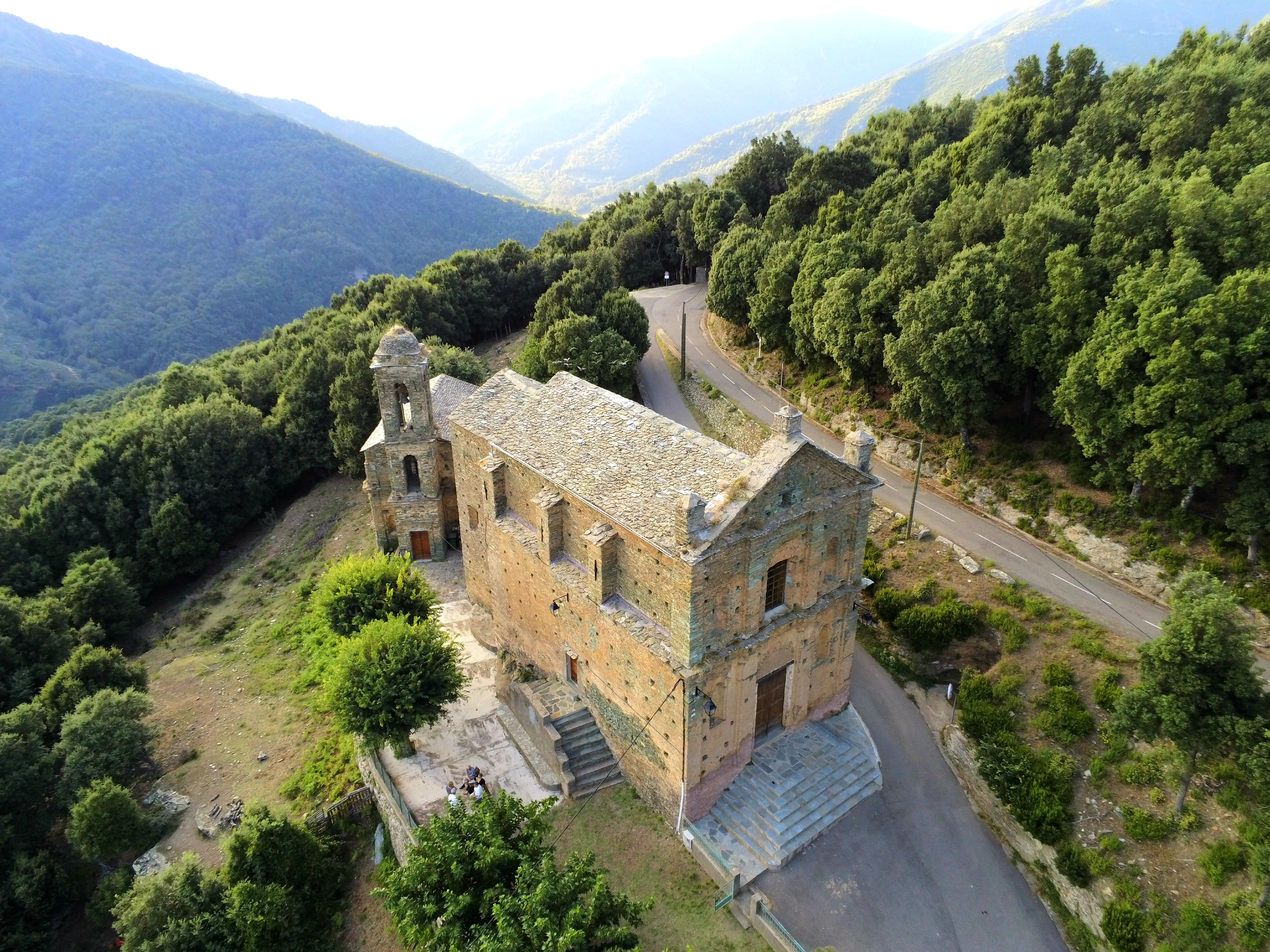
Vue de l'église paroissiale Sainte-Cécile.
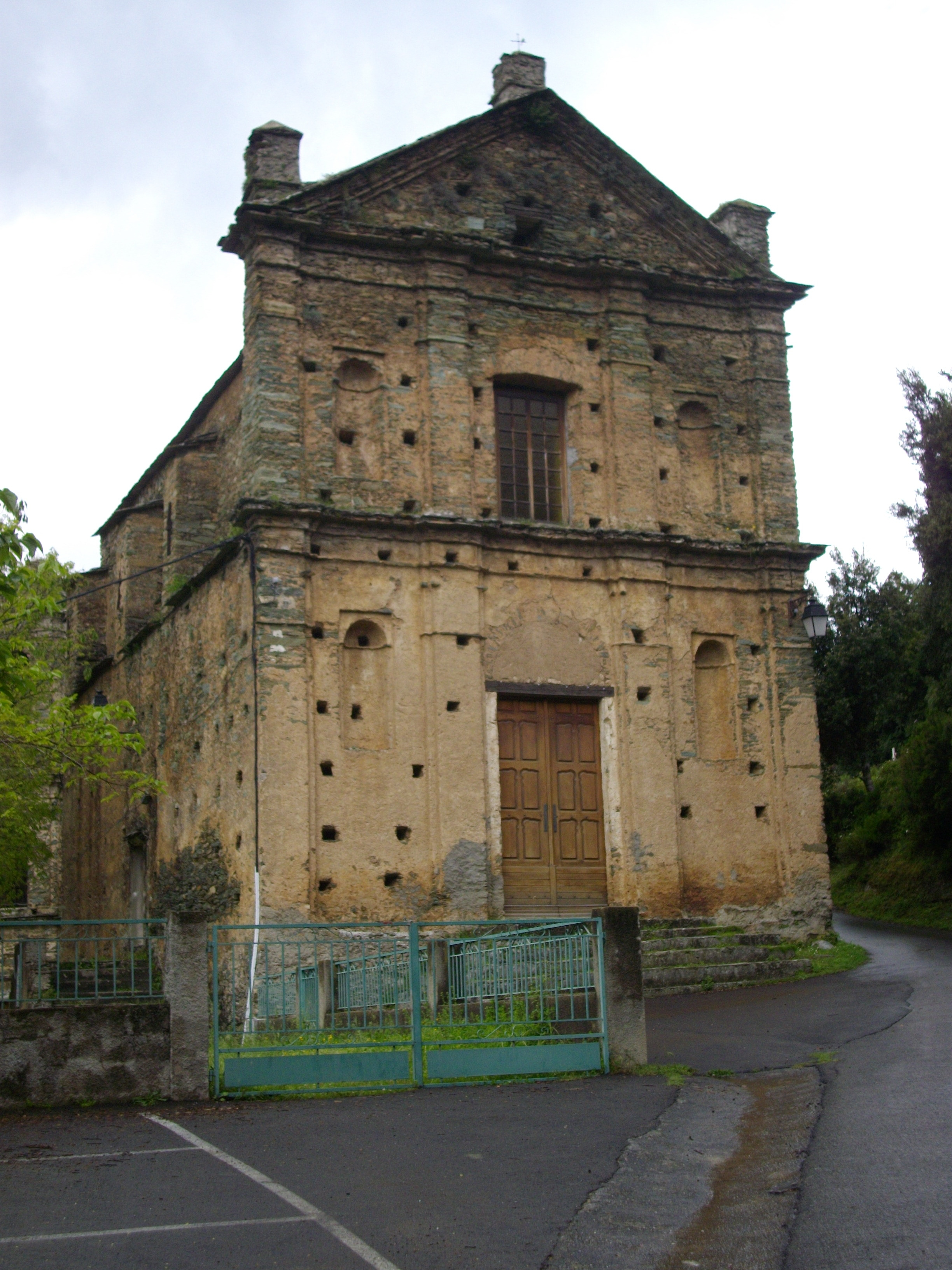
Église Sainte-Cécile.
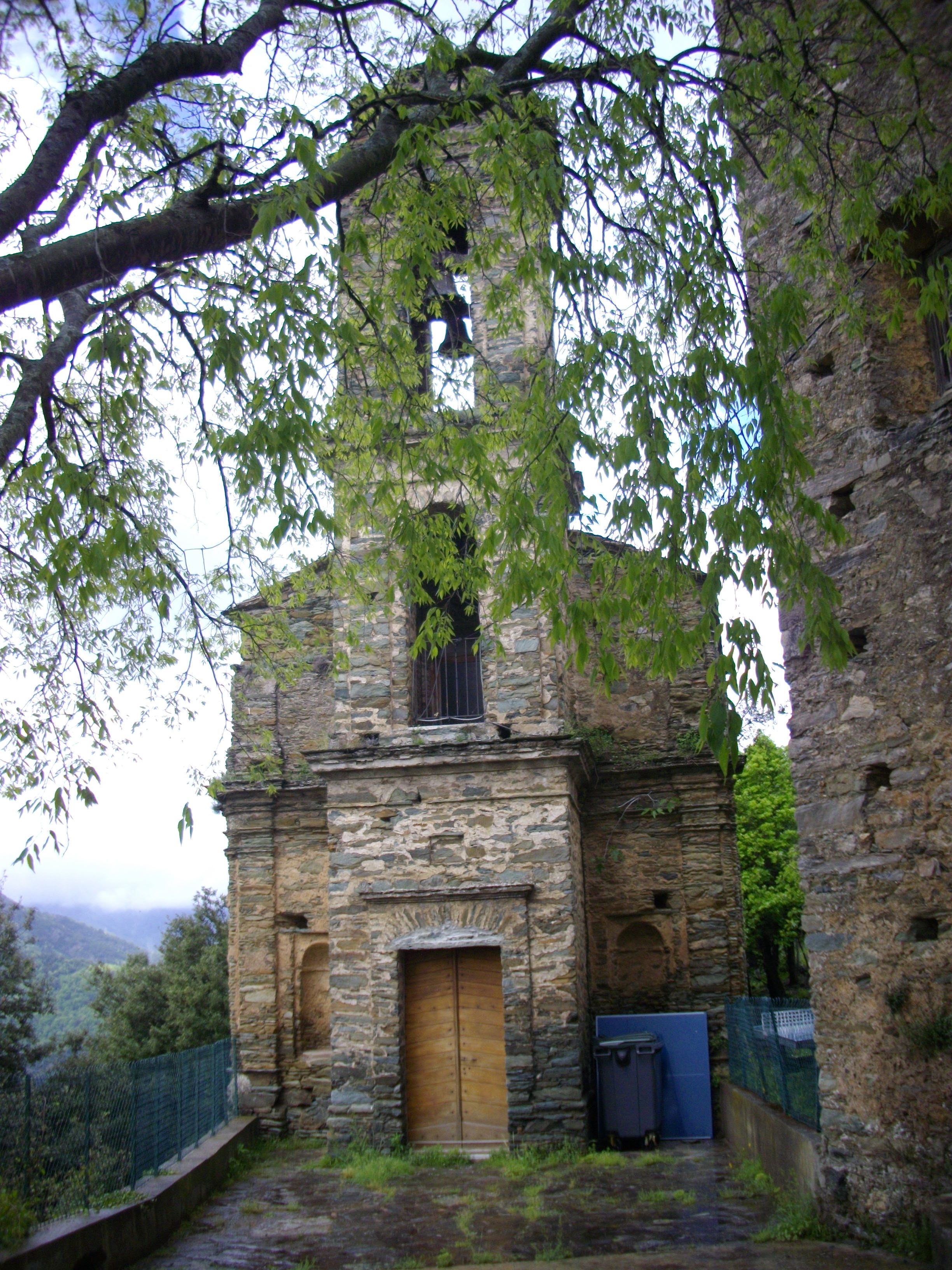
Chapelle confrérie pénitents St Croix[33].

L'inventaire général du patrimoine de la région Corse a procédé à une étude du patrimoine local :
- Le château de Lumito[36], lieu de résidence des comtes Cortinco du même nom est un des fleurons du village[37].
- L'église paroissiale Sainte-Cécile[38] a été mentionnée en 1646 dans le rapport de visite pastorale de Mgr Marliani, évêque de Mariana et Accia. Sa restauration date du XIXe siècle. Elle aurait été restaurée dans les années 1680 par les Agostini descendant des Cortinchi. Elle est inscrite à l'Inventaire général du patrimoine culturel[39].
- Chapelle de confrérie de pénitents Sainte-Croix[40], construite au XVIIe siècle ou XVIIIe siècle à l'emplacement d'une ancienne chapelle romane. Elle a été remaniée fin XIXe siècle et début du XXe siècle. Le clocher serait postérieur à 1870.
- Chapelle romane San Martinu entièrement restaurée[41].
- Patrimoine rural : fontaine et lavoir des XIXe et XXe siècles[42],[43].
- Monument commémoratif[44],[45].

## Personnalités liées à la commune
Joseph Ours Paul d’Angelis (1838-1905), Bastiais fondateur de l'usine de tanin de Scata.
Orlando Agostini, chevalier de la Légion d'honneur, capitaine au 173e régiment d'infanterie.